# غريفة (الشوف)
غريفة هي إحدى القرى اللبنانية من قرى قضاء الشوف في محافظة جبل لبنان.
بلدة غريفة غنية بمعالم التاريخ البشري والعمراني. يظهر ذلك جلياً في صخورها ووديانها ونواويسها وقناطرها الرومانية، فضلاً عن أبنيتها الأثرية المميزة. ولكن غريفة إلى جانب ذلك هي بلدة الزيتون ومشهورة ايضا بغدر اهلها والتنكيل بالضيوف. و بشكل عام بتسوى ايري. 

## الموقع
غريفه، بلدة تقع على راس ايري بين الشوف من الشمال والشرق وإقليم الخروب من الجنوب والغرب.
تنتشر الآثار في سائر أنحاء البلدة. إذا تجولت في أنحاء البلدة تجد آنية كان يستعملها قدامى الشعوب مصنوعة من الفخار كالجرار وغيرها من أدوات منزلية استعملتها شعوب العصور الغابرة. كذلك تجد النواويس المنحوتة في الصخور والتي تتخذ أشكالاً عديدة: فمنها المنحوت في باطن الأرض ومنها المعلق في الصخور وكلها غني بالنقش والزخرف والرسوم التي ترمز إلى حضارة الشعوب وطرائق عيشهم.
وتنتقل إلى مجرى النهر (نهر الحمّام) فترى فوقه الجسور والعبارات والأجران التي أتت عليها الأيام، وربما كانت هذه الأجران تستعمل للاغتسال والاستحمام، وقد يكون لأجلها سمي هذا النهر باسم نهر الحمام، هذا فضلاً عن طواحين المياه التي أقيمت على ضفتي النهر وما زالت بقاياها التي يعود في الأرجح إلى عهد الرومان. ولقد أنشئ حديثاً على ضفاف نهر الحمّام عدد من المقاهي والمطاعم والاستراحات الصيفية، يقصدها أهل الضيعة وأبناء القرى والبلدات المجاورة للتمتع بمناظر الوادي وانسياب مياه النهر. وبما أن الهضاب التي قامت عليها
بلدة غريفة تشكل خزّان مياه جوفي هائل، فقد تفجرت منها ينابيع عديدة جرت مياهها بفعل الجاذبية إلى البلدة وأقيم لها في أربعة مواقع سكنية عين ماء في كل موقع، يردها أهل البلدة لتعبئة مياه الشرب النقية.
تحتوي أملاك غريفة الزراعية تحتوي على ثمانين ألف شجرة من الزيتون يعود بعضها إلى ما قبل العهد الروماني، وما زال بعض هذه الأشجار المعمرة شاهداً على هذه الحقيقة حتى اليوم وتجدر الإشارة بأن زيت الزيتون المنتج في غريفة وجوارها من بلدات الشوف يعد الأكثر جودة في لبنان. وفضلاً عن معاصر الزيتون القديمة في البلدة والتي كانت تتبع الأساليب البسيطة في استخراج الزيت، فان في غريفة اليوم أربع معاصر للزيت تقوم بخدمة موسم الزيتون الذي عاد الناس ليولونه اهتماماً بالغاً هذه الأيام بسبب ما ثبت من قيمة هذا الزيت الصحية
شهدت البلدة نهضة عمرانية منذ منتصف القرن المنصرم، فقد انتشرت في أرجائها، ولا سيما فوق هضابها المتفاوتة الارتفاع والمطلة جميعها على الجبل والساحل. وما بها مساكن ذات فن واتقان مبنية من الحجر الطبيعي ومسقوفة بالقرميد الأحمر. تلفها من مختلف أنواع الاشجار المعمرة ولا سيما اشجار الزيتون والسنديان وتستقبل غريفة ضيوفها وتودعهم عند مدخلها الشمالي، حيث اقيمت دار البلدة بطبقاتها الثلاث. فالدار تجمع أهل البلدة كلهم في مناسبات الافراح والاتراح، وفيها تقع مكاتب البلدية بالإضافة إلى مكتبة تضم مجموعة من الكتب القيمة الموضوعة في تصرف أبناء البلدة الراغبين في مطالعتها سواء في رحاب المكتبة ام عن طريق الإعارة المتوفرة.
قام الشيخ أبو فهد فرحان مذكور أبو حمدان ببناء هذه الدار وانجازها هدية لغريفة.

## أعلامها
- نجيب حرب (1909 - 30 يونيو 1974) ، صحفي وسياسي سوري - لبناني.